# Primera División de México 1974-75
La Temporada 1974-75 fue la edición XXXIII del campeonato de liga de la Primera División en la denominada "época profesional" del fútbol mexicano.
Era mediados de 1974, el mundial de Alemania tenía un par de semanas de haber concluido, cuando dio inicio la liga de fútbol mexicana, la Primera División tenía un nuevo invitado a la justa, Tigres de la Universidad Autónoma de Nuevo León, quienes habían conseguido su ascenso la temporada anterior al quedar campeones de la Segunda División.
Los semifinalistas de la Segunda División Pumas de UASLP (que cambió de nombre a Atlético Potosino) y Unión de Curtidores ascendieron a la Primera División para aumentar el número de equipos a 20. U. de G. adquirió la franquicia de Club de Fútbol Torreón. Esta temporada fue competida por 20 equipos, y Toluca ganó el campeonato. Ciudad Madero descendió a la Segunda División.

## Sistema de competencia
Los veinte participantes fueron divididos en dos grupos de diez equipos cada uno; todos disputan la fase regular bajo un sistema de liga, es decir, todos contra todos a visita recíproca; con un criterio de puntuación que otorga dos unidades por victoria, una por empate y cero por derrota. 
Clasifican a la disputa de la fase final por el título, el primer y segundo lugar de cada grupo. Los equipos clasificados son sembrados en un cuadrangular final disputado bajo el mismo sistema de todos contra todos. Sería campeón el equipo que concluyera en primer lugar de dicha ronda final.
En caso de concluir empatados dos equipos en el primer lugar, se procedería a un partido de desempate entre ambos conjuntos en una cancha neutral predeterminada al inicio del torneo; de terminar en empate dicho duelo, se alargaría a la disputa de dos tiempos extras de 15 minutos cada uno, y posteriormente Tiros desde el punto penal, hasta que se produjera un ganador.
La liguilla por el no descenso, tendría un nuevo formato, en el que se enfrentarían los dos últimos lugares de cada grupo, únicamente si existiera una diferencia de tres puntos o menos entre los involucrados, de lo contrario el club con menos puntos descendería automáticamente a segunda división.
Los criterios de desempate para definir todas las posiciones serían la Diferencia de goles entre tantos anotados y los recibidos, después se consideraría el gol average o promedio de goles y finalmente la cantidad de goles anotados.

## Información de los equipos

### Ascensos y descensos
| Pos        | Ascendido de la Segunda División 1973-74 |
| ---------- | ---------------------------------------- |
| 2.º        | Tigres U.A.N.L.                          |
| 4.º (Exp.) | Unión de Curtidores                      |
| 8.º (Exp.) | Atlético Potosino                        |

| Pos         | Descendido en la Primera División 1973-74 |
| ----------- | ----------------------------------------- |
| 18° (Prom.) | San Luis                                  |

### Cambios de franquicia
| Pos | Nueva Franquicia           |
| --- | -------------------------- |
| -   | Universidad de Guadalajara |

| Pos | Franquicia vendida |
| --- | ------------------ |
| -   | Torreón            |

En la temporada 1974-1975 jugaron 20 equipos que se distribuían de la siguiente forma:
| Monterrey Tigres A. Potosino U de G Jalisco Atlas Guadalajara León U. Curtidores A. Español Puebla Laguna Toluca Veracruz Ciudad Madero América Atlante Cruz Azul UNAM Zacatepec | \| Entidad Federativa \| N.º \| Equipos \| \| ------------------ \| --- \| ---------------------------------------------------- \| \| Distrito Federal \| 5 \| América, Atlante, Cruz Azul, UNAM y Atlético Español \| \| Jalisco \| 4 \| Atlas, Jalisco, U de G y Guadalajara \| \| Guanajuato \| 2 \| León y Unión de Curtidores \| \| Nuevo León \| 2 \| Monterrey y UANL \| \| Estado de México \| 1 \| Toluca \| \| Coahuila \| 1 \| Laguna \| \| Morelos \| 1 \| Zacatepec \| \| Puebla \| 1 \| Puebla \| \| Tamaulipas \| 1 \| Ciudad Madero \| \| San Luis Potosí \| 1 \| Atlético Potosino \| \| Veracruz \| 1 \| Veracruz \| |                                                      |
| Entidad Federativa | N.º | Equipos                                              |
| Distrito Federal | 5 | América, Atlante, Cruz Azul, UNAM y Atlético Español |
| Jalisco | 4 | Atlas, Jalisco, U de G y Guadalajara                 |
| Guanajuato | 2 | León y Unión de Curtidores                           |
| Nuevo León | 2 | Monterrey y UANL                                     |
| Estado de México | 1 | Toluca                                               |
| Coahuila | 1 | Laguna                                               |
| Morelos | 1 | Zacatepec                                            |
| Puebla | 1 | Puebla                                               |
| Tamaulipas | 1 | Ciudad Madero                                        |
| San Luis Potosí | 1 | Atlético Potosino                                    |
| Veracruz | 1 | Veracruz                                             |

### Información de los equipos
| Equipo                     | Ciudad                           | Estadio                | Capacidad |
| -------------------------- | -------------------------------- | ---------------------- | --------- |
| América                    | México, D. F.                    | Azteca                 | 110,000   |
| Atlante                    | México, D. F.                    | Azteca                 | 110,000   |
| Atlas                      | Guadalajara, Jalisco             | Jalisco                | 56,000    |
| Atlético Español           | México, D. F.                    | Azteca                 | 110,000   |
| Atlético Potosino          | San Luis Potosí, San Luis Potosí | Plan de San Luis       | 20,000    |
| Ciudad Madero              | Ciudad Madero, Tamaulipas        | Tamaulipas             | 20,000    |
| Cruz Azul                  | México, D. F.                    | Azteca                 | 110,000   |
| Guadalajara                | Guadalajara, Jalisco             | Jalisco                | 56,000    |
| Jalisco                    | Guadalajara, Jalisco             | Jalisco                | 56,000    |
| Laguna                     | Torreón, Coahuila                | Moctezuma              | 18,000    |
| León                       | León, Guanajuato                 | León                   | 30,000    |
| Monterrey                  | Monterrey, Nuevo León            | Universitario          | 44,000    |
| Puebla                     | Puebla, Puebla                   | Cuauhtémoc             | 36,000    |
| Tigres UANL                | Monterrey, Nuevo León            | Universitario          | 44,000    |
| Toluca                     | Toluca, Estado de México         | Toluca 70              | 27,000    |
| Universidad de Guadalajara | Guadalajara, Jalisco             | Jalisco                | 56,000    |
| Unión de Curtidores        | León, Guanajuato                 | La Martinica           | 11,000    |
| UNAM                       | México, D. F.                    | Olímpico Universitario | 66,000    |
| Veracruz                   | Veracruz, Veracruz               | Luis "Pirata" Fuente   | 30,000    |
| Zacatepec                  | Zacatepec, Morelos               | Agustín Coruco Díaz    | 18,000    |

## Grupos

### Grupo 1
| Pos. | Equipo            | Pts. | PJ | G  | E  | P  | GF | GC | Dif. | Clasificación o descenso |
| ---- | ----------------- | ---- | -- | -- | -- | -- | -- | -- | ---- | ------------------------ |
| 1    | Toluca (C)        | 50   | 38 | 19 | 12 | 7  | 54 | 32 | +22  | Cuadrangular final       |
| 2    | Cruz Azul         | 49   | 38 | 17 | 15 | 6  | 71 | 43 | +28  | Cuadrangular final       |
| 3    | Atlético Español  | 47   | 38 | 20 | 7  | 11 | 62 | 39 | +23  |                          |
| 4    | América           | 47   | 38 | 17 | 13 | 8  | 65 | 43 | +22  |                          |
| 5    | Leones Negros     | 42   | 38 | 13 | 16 | 9  | 63 | 44 | +19  |                          |
| 6    | Atlas             | 40   | 38 | 13 | 14 | 11 | 70 | 66 | +4   |                          |
| 7    | Guadalajara       | 38   | 38 | 13 | 12 | 13 | 50 | 52 | −2   |                          |
| 8    | Veracruz          | 31   | 38 | 12 | 7  | 19 | 41 | 65 | −24  |                          |
| 9    | Atlético Potosino | 29   | 38 | 10 | 9  | 19 | 44 | 61 | −17  |                          |
| 10   | Atlante           | 28   | 38 | 7  | 14 | 17 | 43 | 69 | −26  |                          |

 Fuente: RSSSF

### Grupo 2
| Pos. | Equipo              | Pts. | PJ | G  | E  | P  | GF | GC | Dif. | Clasificación o descenso |
| ---- | ------------------- | ---- | -- | -- | -- | -- | -- | -- | ---- | ------------------------ |
| 1    | León                | 51   | 38 | 21 | 9  | 8  | 70 | 50 | +20  | Cuadrangular final       |
| 2    | Unión de Curtidores | 46   | 38 | 15 | 16 | 7  | 65 | 44 | +21  | Cuadrangular final       |
| 3    | Monterrey           | 44   | 38 | 15 | 14 | 9  | 72 | 55 | +17  |                          |
| 4    | Puebla              | 40   | 38 | 14 | 12 | 12 | 49 | 48 | +1   |                          |
| 5    | Jalisco             | 36   | 38 | 10 | 16 | 12 | 41 | 45 | −4   |                          |
| 6    | Tigres UANL         | 34   | 38 | 8  | 18 | 12 | 47 | 61 | −14  |                          |
| 7    | UNAM                | 32   | 38 | 11 | 10 | 17 | 56 | 61 | −5   |                          |
| 8    | Zacatepec           | 29   | 38 | 12 | 5  | 21 | 59 | 63 | −4   |                          |
| 9    | Laguna              | 26   | 38 | 9  | 8  | 21 | 43 | 69 | −26  |                          |
| 10   | Ciudad Madero (D)   | 21   | 38 | 5  | 11 | 22 | 31 | 86 | −55  | Descenso de categoría    |

 Fuente: RSSSF

## Tabla general
| Pos. | Equipo              | Pts. | PJ | G  | E  | P  | GF | GC | Dif. | Clasificación o descenso |
| ---- | ------------------- | ---- | -- | -- | -- | -- | -- | -- | ---- | ------------------------ |
| 1    | León                | 51   | 38 | 21 | 9  | 8  | 70 | 50 | +20  | Cuadrangular final       |
| 2    | Toluca (C)          | 50   | 38 | 19 | 12 | 7  | 54 | 32 | +22  | Cuadrangular final       |
| 3    | Cruz Azul           | 49   | 38 | 17 | 15 | 6  | 71 | 43 | +28  | Cuadrangular final       |
| 4    | Atlético Español    | 47   | 38 | 20 | 7  | 11 | 62 | 39 | +23  |                          |
| 5    | América             | 47   | 38 | 17 | 13 | 8  | 65 | 43 | +22  |                          |
| 6    | Unión de Curtidores | 46   | 38 | 15 | 16 | 7  | 65 | 44 | +21  | Cuadrangular final       |
| 7    | Monterrey           | 44   | 38 | 15 | 14 | 9  | 72 | 55 | +17  |                          |
| 8    | Leones Negros       | 42   | 38 | 13 | 16 | 9  | 63 | 44 | +19  |                          |
| 9    | Atlas               | 40   | 38 | 13 | 14 | 11 | 70 | 66 | +4   |                          |
| 10   | Puebla              | 40   | 38 | 14 | 12 | 12 | 49 | 48 | +1   |                          |
| 11   | Guadalajara         | 38   | 38 | 13 | 12 | 13 | 50 | 52 | −2   |                          |
| 12   | Jalisco             | 36   | 38 | 10 | 16 | 12 | 41 | 45 | −4   |                          |
| 13   | Tigres UANL         | 34   | 38 | 8  | 18 | 12 | 47 | 61 | −14  |                          |
| 14   | UNAM                | 32   | 38 | 11 | 10 | 17 | 56 | 61 | −5   |                          |
| 15   | Veracruz            | 31   | 38 | 12 | 7  | 19 | 41 | 65 | −24  |                          |
| 16   | Zacatepec           | 29   | 38 | 12 | 5  | 21 | 59 | 63 | −4   |                          |
| 17   | Atlético Potosino   | 29   | 38 | 10 | 9  | 19 | 44 | 61 | −17  |                          |
| 18   | Atlante             | 28   | 38 | 7  | 14 | 17 | 43 | 69 | −26  |                          |
| 19   | Laguna              | 26   | 38 | 9  | 8  | 21 | 43 | 69 | −26  |                          |
| 20   | Ciudad Madero (D)   | 21   | 38 | 5  | 11 | 22 | 31 | 86 | −55  | Descenso de categoría    |

 Fuente: RSSSF

## Resultados
| Local \ Visitante   | AME | ATT | ATS | AES | APO | CAZ | GDL | JAL | LAG | LEO | MAD | MTY | PUE | TOL | UDC | UNL | UDG | UNM | VER | ZAC |
| ------------------- | --- | --- | --- | --- | --- | --- | --- | --- | --- | --- | --- | --- | --- | --- | --- | --- | --- | --- | --- | --- |
| América             | —   | 2–1 | 1–1 | 1–2 | 5–2 | 0–2 | 2–2 | 2–0 | 1–1 | 2–2 | 6–2 | 2–1 | 0–0 | 2–1 | 2–2 | 2–2 | 2–2 | 3–2 | 4–1 | 3–0 |
| Atlante             | 1–2 | —   | 1–1 | 2–2 | 1–0 | 0–1 | 2–2 | 0–2 | 1–1 | 1–4 | 1–1 | 1–2 | 3–3 | 0–2 | 1–2 | 1–1 | 2–2 | 1–2 | 2–1 | 1–0 |
| Atlas               | 1–0 | 1–1 | —   | 2–2 | 3–1 | 3–0 | 5–1 | 2–2 | 2–2 | 2–1 | 6–1 | 1–2 | 0–0 | 1–2 | 3–2 | 2–2 | 2–5 | 2–2 | 3–0 | 3–4 |
| Atlético Español    | 0–1 | 1–1 | 1–0 | —   | 4–0 | 2–2 | 0–2 | 2–1 | 4–3 | 3–1 | 8–0 | 1–0 | 0–1 | 1–1 | 1–0 | 0–1 | 1–0 | 1–3 | 2–1 | 2–0 |
| Atlético Potosino   | 0–2 | 4–0 | 0–0 | 2–1 | —   | 2–2 | 1–2 | 0–0 | 2–0 | 2–3 | 1–0 | 1–3 | 0–0 | 0–2 | 2–2 | 4–1 | 0–3 | 2–1 | 1–2 | 3–1 |
| Cruz Azul           | 0–0 | 5–2 | 1–1 | 1–2 | 2–0 | —   | 2–2 | 2–0 | 1–0 | 1–2 | 5–0 | 3–2 | 6–1 | 0–0 | 1–1 | 2–2 | 4–1 | 1–1 | 3–0 | 3–1 |
| Guadalajara         | 2–2 | 1–0 | 2–2 | 0–1 | 2–3 | 0–0 | —   | 0–4 | 0–3 | 0–3 | 0–0 | 2–2 | 3–0 | 1–2 | 0–2 | 2–2 | 2–1 | 0–1 | 4–1 | 2–0 |
| Jalisco             | 1–1 | 3–3 | 0–1 | 0–2 | 1–1 | 3–3 | 1–0 | —   | 1–0 | 1–0 | 0–0 | 1–2 | 2–0 | 1–2 | 1–1 | 1–1 | 1–1 | 2–1 | 1–1 | 2–2 |
| Laguna              | 0–1 | 0–3 | 1–1 | 1–3 | 4–2 | 0–0 | 0–2 | 1–1 | —   | 1–2 | 3–2 | 3–2 | 2–1 | 0–1 | 1–1 | 3–2 | 1–1 | 2–1 | 1–0 | 1–2 |
| León                | 2–1 | 5–1 | 6–3 | 1–0 | 3–2 | 1–0 | 1–0 | 0–0 | 3–1 | —   | 1–1 | 0–0 | 1–0 | 1–0 | 4–4 | 2–2 | 3–0 | 4–2 | 1–2 | 2–1 |
| Ciudad Madero       | 2–1 | 1–4 | 2–1 | 0–2 | 1–0 | 0–3 | 0–1 | 0–3 | 2–1 | 0–1 | —   | 2–2 | 0–0 | 4–2 | 2–2 | 2–3 | 1–1 | 1–2 | 1–3 | 0–1 |
| Monterrey           | 0–1 | 2–0 | 1–1 | 1–1 | 1–1 | 1–2 | 0–3 | 3–0 | 2–0 | 1–1 | 2–2 | —   | 4–0 | 1–0 | 4–2 | 2–1 | 3–3 | 5–1 | 4–2 | 4–2 |
| Puebla              | 0–0 | 4–0 | 1–3 | 1–0 | 2–1 | 1–3 | 1–1 | 0–1 | 0–2 | 3–1 | 3–0 | 5–2 | —   | 1–1 | 2–0 | 0–0 | 1–1 | 3–0 | 2–0 | 2–2 |
| Toluca              | 1–0 | 1–1 | 5–0 | 2–3 | 1–0 | 2–2 | 1–0 | 2–0 | 2–0 | 2–0 | 2–0 | 0–0 | 4–1 | —   | 0–0 | 2–0 | 3–1 | 1–0 | 3–3 | 1–0 |
| Unión de Curtidores | 1–0 | 1–2 | 4–1 | 2–1 | 0–0 | 3–1 | 3–0 | 0–0 | 4–2 | 0–1 | 3–0 | 2–2 | 3–0 | 2–0 | —   | 4–0 | 1–1 | 1–1 | 2–2 | 2–1 |
| UANL                | 1–1 | 0–0 | 1–2 | 1–0 | 2–1 | 1–1 | 0–0 | 0–1 | 4–3 | 1–1 | 0–0 | 3–3 | 2–3 | 1–1 | 1–2 | —   | 1–2 | 2–0 | 1–0 | 2–1 |
| U. de G.            | 1–2 | 5–1 | 0–1 | 1–3 | 4–1 | 2–0 | 0–0 | 2–0 | 4–0 | 3–0 | 4–1 | 1–1 | 0–0 | 0–0 | 0–0 | 1–1 | —   | 3–1 | 2–3 | 1–0 |
| UNAM                | 0–2 | 0–1 | 4–2 | 1–1 | 0–1 | 1–1 | 2–3 | 1–1 | 3–0 | 1–1 | 4–0 | 2–2 | 0–1 | 2–2 | 2–2 | 4–0 | 2–1 | —   | 3–1 | 2–3 |
| Veracruz            | 2–5 | 2–0 | 2–3 | 1–0 | 0–1 | 1–2 | 0–3 | 1–0 | 1–0 | 1–0 | 0–0 | 3–2 | 0–3 | 0–0 | 1–0 | 2–2 | 0–0 | 0–1 | —   | 1–0 |
| Zacatepec           | 2–1 | 0–0 | 3–2 | 1–2 | 0–0 | 2–3 | 2–3 | 3–0 | 7–1 | 2–3 | 4–0 | 1–3 | 0–3 | 3–0 | 1–2 | 2–2 | 0–1 | 2–0 | 3–0 | —   |

## Cuadrangular final
| Pos. | Equipo              | Pts. | PJ | G | E | P | GF | GC | Dif. |         |
| ---- | ------------------- | ---- | -- | - | - | - | -- | -- | ---- | ------- |
| 1    | Toluca (C)          | 8    | 6  | 4 | 0 | 2 | 8  | 5  | +3   | Campeón |
| 2    | León                | 7    | 6  | 3 | 1 | 2 | 7  | 5  | +2   |         |
| 3    | Unión de Curtidores | 5    | 6  | 2 | 1 | 3 | 8  | 8  | 0    |         |
| 4    | Cruz Azul           | 4    | 6  | 2 | 0 | 4 | 6  | 11 | −5   |         |

 Fuente: RSSSF

### Resultados de la Fase de Campeonato de Grupo[2][3][4]
| 12 de junio de 1975 | Cruz Azul         | 1:0 (1:0) | Toluca | Estadio Azteca, Ciudad de México    |                                     |
|                     | López Salgado 30' |           |        | Árbitro(s): Enrique Mendoza Guillén | Árbitro(s): Enrique Mendoza Guillén |

| 12 de junio de 1975 | Unión de Curtidores | 1:0 (0:0) | León | Estadio León, León de Los Aldama                                  |                                                                   |
|                     | Czentoricky 59'     |           |      | Asistencia: 35 000 espectadores Árbitro(s): Abel Aguilar Elizalde | Asistencia: 35 000 espectadores Árbitro(s): Abel Aguilar Elizalde |

| 15 de junio de 1975 | Toluca        | 1:0 (0:0) | Cruz Azul | Estadio Toluca 70, Toluca de Lerdo     |                                        |
|                     | Velázquez 65' |           |           | Árbitro(s): Alfonso González Archundia | Árbitro(s): Alfonso González Archundia |

| 15 de junio de 1975 | León | 0:0 | Unión de Curtidores | Estadio León, León de Los Aldama |  |
|                     |      |     |                     | Árbitro(s): Mario Rubio Vázquez  |  |

| 19 de junio de 1975 | Cruz Azul | 0:1 (0:0) | León                | Estadio Azteca, Ciudad de México   |                                    |
|                     |           |           | Salomone 49' (pen.) | Árbitro(s): Marco Antonio Dorantes | Árbitro(s): Marco Antonio Dorantes |

| 19 de junio de 1975 | Unión de Curtidores | 0:3 (0:0) | Toluca                        | Estadio León, León de Los Aldama                          |                                                           |
|                     |                     |           | Figueroa 69, 87' · Medina 76' | Asistencia: 25 000 espectadores Árbitro(s): Jorge Narvaez | Asistencia: 25 000 espectadores Árbitro(s): Jorge Narvaez |

| 22 de junio de 1975 | Toluca                           | 2:1 (1:1) | Unión de Curtidores | Estadio Toluca 70, Toluca de Lerdo |                             |
|                     | Estupiñán 20' · Eugui 84' (pen.) |           | Oribe 25'           | Árbitro(s): Arturo Yamasaki        | Árbitro(s): Arturo Yamasaki |

| 22 de junio de 1975 | León                                             | 3:2 (0:1) | Cruz Azul      | Estadio León, León de Los Aldama                           |                                                            |
|                     | Chávez 58' · Caballero 67' · Salomone 72' (pen.) |           | Bustos 35, 62' | Asistencia: 28 000 espectadores Árbitro(s): Javier Galindo | Asistencia: 28 000 espectadores Árbitro(s): Javier Galindo |

| 26 de junio de 1975 | Unión de Curtidores | 1:2 (1:2) | Cruz Azul                     | Estadio León, León de Los Aldama                              |                                                               |
|                     | Vargas 24'          |           | Estrada 27' (pen.) · Vera 29' | Asistencia: 8 000 espectadores Árbitro(s): Domingo de la Mora | Asistencia: 8 000 espectadores Árbitro(s): Domingo de la Mora |

| 26 de junio de 1975 | Toluca        | 1:0 (0:0) | León | Estadio Toluca 70, Toluca de Lerdo  |                                     |
|                     | Estupiñán 62' |           |      | Árbitro(s): Enrique Mendoza Guillén | Árbitro(s): Enrique Mendoza Guillén |

| 29 de junio de 1975 | Cruz Azul | 1:5 (1:2) | Unión de Curtidores                                | Estadio Azteca, Ciudad de México |                            |
|                     | Vera 3'   |           | Vargas 2, 80, 85' · Czentoricky 39' · Carrillo 75' | Árbitro(s): Fermín Ramírez       | Árbitro(s): Fermín Ramírez |

| 29 de junio de 1975 | León                           | 3:1 (3:0) | Toluca          | Estadio León, León de Los Aldama       |                                        |
|                     | Guillén 5, 44' · Caballero 35' |           | De la Torre 87' | Árbitro(s): Alfonso González Archundia | Árbitro(s): Alfonso González Archundia |

| Campeón 1974/75 |
| --------------- |
|                 |
| Toluca          |
| 3er Título      |

## Goleo individual
Con 25 goles en la temporada regular, Horacio López Salgado, delantero del Cruz Azul, consigue coronarse por primera ocasión como campeón de goleo.
|     | Jugador               | Club                | Goles |
| --- | --------------------- | ------------------- | ----- |
| 1.  | Horacio López Salgado | Cruz Azul           | 25    |
| 2.  | Fausto Vargas         | Unión de Curtidores | 22    |
| 3.  | Roberto Salomone      | León                | 19    |
| 4.  | Eladio Vera           | Cruz Azul           | 19    |
| 5.  | Ítalo Estupiñán       | Toluca              | 18    |
| 6.  | Jair                  | U. de G.            | 18    |
| 7.  | Alcindo               | Jalisco             | 16    |
| 8.  | Alfredo Jiménez       | Monterrey           | 16    |
| 9.  | Cabinho               | U.N.A.M.            | 16    |
| 10. | Juan Carlos Cárdenas  | Veracruz            | 15    |